# Fântânele (okręg Gorj)
Fântânele – wieś w Rumunii, w okręgu Gorj, w gminie Urdari. W 2011 roku liczyła 896 mieszkańców.